# Tisserin de Salvadori
Ploceus dichrocephalus
Espèce
Synonymes
- Ploceus dicrocephalus

Statut de conservation UICN

 LC  : Préoccupation mineure
Le Tisserin de Salvadori (Ploceus dichrocephalus) est une espèce de passereau de la Corne de l'Afrique appartenant à la famille des Ploceidae.

### Ploceus dichrocephalus
- (en) Congrès ornithologique international : Ploceus dichrocephalus dans l'ordre Passeriformes
- (en) UICN : espèce Ploceus dichrocephalus (Salvadori, 1896) (consulté le 3 juin 2015)

### Ploceus dicrocephalus
- (fr + en)  Avibase : Ploceus dicrocephalus (+ répartition)
- (en) Catalogue of Life : Ploceus dicrocephalus (Salvadori, 1896)
- (fr + en)  Avibase : Ploceus dicrocephalus (+ répartition)
- (fr + en) ITIS : Ploceus dicrocephalus  (Salvadori, 1896)
- (en) Animal Diversity Web : Ploceus dicrocephalus